# Wild Wadi Water Park
Wild Wadi Water Park är en park i Förenade Arabemiraten.   Den ligger i emiratet Dubai, i den norra delen av landet, 110 kilometer nordost om huvudstaden Abu Dhabi. Wild Wadi Water Park ligger 1 meter över havet.
Terrängen runt Wild Wadi Water Park är mycket platt. Havet är nära Wild Wadi Water Park åt nordväst.  Trakten runt Wild Wadi Water Park är ganska tätbefolkad, med 214 invånare per kvadratkilometer.. Närmaste större samhälle är Dubai, 8,4 kilometer söder om Wild Wadi Water Park. 
Trakten runt Wild Wadi Water Park är ofruktbar med lite eller ingen växtlighet.